# NGC 573
NGC 573 é uma galáxia espiral (S?) localizada na direcção da constelação de Andromeda. Possui uma declinação de +41° 15' 26" e uma ascensão recta de 1 horas, 30 minutos e 49,3 segundos.
A galáxia NGC 573 foi descoberta em 21 de Outubro de 1881 por Édouard Jean-Marie Stephan.